# Harry Falk
Harry Falk (* 1947 in Emmendingen) ist ein deutscher emeritierter Professor für Indologie an der Freien Universität Berlin. Er ist Mitglied der Akademie der Wissenschaften und der Literatur in Mainz und des Deutschen Archäologischen Instituts. Er war von 1993 bis 2012 Direktor des Instituts für die Sprachen und Kulturen Südasiens, das 2012 aufgelöst wurde. Seine Arbeiten sind philologischer, archäologischer und kulturhistorischer Natur und behandeln ausschließlich das klassische Indien von der Vorgeschichte bis zu den Guptas.
Er vermutete, dass ein astrologischer Text (Yavanajātaka 79,15) den Beginn der Ära der Kuschanas, bzw. des Kaniṣka, als śaka Ära 149, d. h. 227 n. Chr., definiert. Dies kombinierte er mit der Praxis der „weggelassenen Hunderter“ (englisch dropped hundreds). Unter Einbezug chinesischer Chroniken ergab sich so ein Gründungsdatum im Jahr 127. Unter Fortführung der Praxis der weggelassenen Hunderter sei diese Kuschana-Ära bis in die Gupta-Zeit hinein weiterverwendet worden.

## Arbeiten und Übersetzungen
- Quellen des Pañcatantra (Freiburger Beiträge zur Indologie). 1978, ISBN 978-3447019569.
- Bruderschaft und Würfelspiel: Untersuchungen zur Entwicklungsgeschichte des vedischen Opfers. 1986, ISBN 978-3925270000.
- Schrift im alten Indien: Ein Forschungsbericht mit Anmerkungen. ScriptOralia, 1993, ISBN 978-3823342717.
- The Kaniṣka era in Gupta records. In: Silk Road Art and Archaeology. Band 10, 2004, S. 167–176.
- Aśokan Sites and Artefacts: A Source-Book with Bibliography. Mainz 2006, ISBN 978-3805337120.
- The tidal waves of Indian history. In: Between the Empires: Society in India 300 BCE to 400 CE. Oxford University Press, 2006.[9]
- Foreign terms in Sanskrit. In: The Idea of Writing: Play and Complexity. Brill, 2010.[10]
- Harisyenalekhapañcasika: Fifty Selected Papers on Indian Epigraphy and Chronology. 2014, ISBN 978-3944312040.
- Kushan Histories. Literary Sources and Selected Papers from a Symposium at Berlin, December 5 to 7, 2013 (= Monographien zur indischen Archäologie, Kunst und Philologie. Band 23). Hempen, 2016, ISBN 978-3-9-443122-4-8; Neudruck Heidelberg Asian Studies Publishing, Heidelberg 2022, ISBN 978-3-948791-56-8 (DOI).